# 7 Dywizja Strzelecka (ZSRR)
7 Estońska Tallińska Dywizja Strzelecka odznaczona Orderem Czerwonego Sztandaru (est. 7. Eesti Laskurdiviis, ros. 7-я стрелковая Эстонская Таллинская Краснознамённая дивизия) – związek taktyczny piechoty Armii Czerwonej, składający się głównie z Estończyków.
7 Dywizja Strzelecka sformowana została na podstawie decyzji z 9 grudnia 1941. Jej tworzenie rozpoczęto 9 stycznia 1942. Dywizja liczyła około 10 tys. żołnierzy i służyli w niej Estończycy ewakuowani z Estońskiej Socjalistycznej Republiki Radzieckiej.

## Dowódcy dywizji
- ppłk Karl Kagner (27 grudnia 1941 – 7 czerwca 1942),
- gen. mjr Lembit Pern (7 czerwca 1942 – 30 września 1942),
- płk August Vassil (30 września 1942 – 6 stycznia 1943),
- płk Karl Allikas (6 stycznia 1943 - 9 maja 1945)[2].

## Struktura organizacyjna
- 27 pułk strzelecki
- 300 pułk strzelecki
- 354 pułk strzelecki
- 23 pułk artylerii
- 405 samodzielny batalion czołgów[3]
- 283 samodzielny dywizjon przeciwpancerny
- 482 samodzielna kompania zwiadu
- 36 batalion saperski
- 118 batalion łączności
- 86 batalion medyczno-sanitarny
- 70 samodzielna kompania przeciwchemiczna
- 39 kompania transportowa
- 326 piekarnia polowa
- 996 Szpital Weterynaryjny
- 806 poczta polowa
- 1610 biuro terenowe Banku Państwowego